# Arripis trutta
Arripis trutta, còn gọi là cá Kahawai ở New Zealand, là một loài cá sống ở vùng ven biển Đông Nam Úc và New Zealand. Chúng thuộc nhóm cá được gọi là cá hồi Úc, nhưng thực tế chúng thuộc họ Arripidae và không liên quan gì đến cá hồi thuộc họ Salmonidae.